# 多氣田力
多氣田 力（たけだ つとむ、1937年5月13日 - 2017年9月7日）は、日本の実業家。アサツーディ・ケイ（ADK）代表取締役社長、コナミスポーツ&ライフ代表取締役会長。三重県出身。

## 経歴
1961年3月に早稲田大学第一文学部卒業と同時に旭通信社に入社。取締役、第一営業本部長、常務取締役を経て1996年3月に代表取締役社長に就任。1999年1月に第一企画と合併。2001年9月に代表取締役相談役に退き2002年4月に代表取締役を退任し青山学院大学大学院経営学研究科履修生となる。2003年3月に北海道日本ハムファイターズに移籍し相談役となる。同年6月にコナミ取締役、2004年6月にコナミスポーツ&ライフの代表取締役会長となる。2007年にアサツー ディ・ケイに戻りアドバイザリーボードとなる。
2017年9月7日、老衰のため死去、80歳。